# Фолс-Пасс (аэропорт)
Аэропорт Фолc-Пасс (англ. False Pass Airport), (ИАТА: KFP, ИКАО: PAKF, FAA LID: KFP) — государственный гражданский аэропорт, расположенный в населённом пункте Фолc-Пасс (Аляска), США.

## Операционная деятельность
Аэропорт Фолc-Пасс занимает площадь в 8 гектар, расположен на высоте 6 метров над уровнем моря и эксплуатирует одну взлётно-посадочную полосу:
- 13/31 размерами 640 х 23 метров с гравийным покрытием.

В период с 31 декабря 2005 по 31 декабря 2006 года Аэропорт Фолc-Пасс обработал 1050 операций взлётов и посадок самолётов (в среднем 87 операций в месяц), из них 52 % пришлось на авиацию общего назначения и 48 % — на рейсы аэротакси.